# Nekkersgatmolen
De Nekkersgatmolen of Neckersgatmolen (Frans: Moulin du Nekkersgat) is een watermolen in Ukkel in het Brussels Hoofdstedelijk Gewest.

## Geschiedenis
De Nekkersgatmolen ligt aan de Geleytsbeek en de oudste fundamenten dateren uit de 12e eeuw. Het molenaarshuis, de machinekamer en bijgebouwen zijn in Brabantse stijl gebouwd rond een centrale binnenplaats.
Een eerste officiële vermelding van de molen is te vinden op een document uit 1317 dat vermeld dat de molen diende als graanmolen voor de abdij van Affligem. In datzelfde jaar kwam de molen in handen van de familie Huens-Mertens die de molen ombouwde naar papiermolen. Dertig jaar later werd de molen verkocht aan Jean-Baptiste Gaucheret die hem gebruikte als oliemolen voor zijn zeepfabriek in Brussel. Zijn erfgenamen gebruikten de molen nog tot in de 20e eeuw maar gebruikten hem vanaf 1745 opnieuw als korenmolen.
Na de Eerste Wereldoorlog werd de molen ontmanteld en kwam in bezit van de Belgische Staat die hem in 1926 omvormde als verblijfplaats voor het personeel van het Nationaal instituut voor oorlogsinvaliden. De Staat verkocht in 1970 de molen aan de gemeente Ukkel voor een symbolische frank. Het gebouw werd in 1971 geklasseerd maar geraakte in verval. De hoofdvleugel werd omgebouwd naar woonhuis en in de werkplaats werd een smederij voor theater- en filmrekwisieten geïnstalleerd.
De molen werd in 1971 beschermd als monument en zijn omgeving werd als dorpsgezicht beschermd op 19 april 1977.
De molen werd in de periode 2008-2013 volledig gerestaureerd waarbij de kosten van 1,4 miljoen euro werden verdeeld tussen de gemeente en het Brussels Hoofdstedelijk Gewest. In 2013 werden het waterrad en het bijhorend mechanisme gereconstrueerd. De gebouwen dienen als culturele en educatieve ruimte voor tentoonstellingen en evenementen, beheerd door de vzw Le Moulin du Nekkersgat.